# Canal Flats (Columbia Britannica)
Canal Flats è un villaggio della provincia canadese della Columbia Britannica, nel Distretto regionale di East Kootenay. È situato nella parte sud del Lago Columbia, vicino alla città di Invermere.
Secondo il censimento del 2024, il villaggio aveva 886 abitanti.

## Storia
La zona intorno a Canal Flats è stata occupata per migliaia di anni dalle Prime Nazioni. Nel 1807, David Thompson attraversò questa zona e la chiamò "McGillivray's Portage".
Nei primi anni del 1880, un cacciatore inglese, attraversò anche lui questa parte del paese. Quando egli notò che il sistema fluviale del Columbia e il fiume Kootenay distavano solo 1 km da Canal Flats, sviluppò un piano per collegare i 2 sistemi idrici.
I lavori sono iniziati nel 1887 e sono finiti nel 1889, con l'aiuto di lavoratori immigrati cinesi.
Nel 1888, venne aperto il primo ufficio postale, dove fu dato il nome di Canal Flat.
Nel 2004, Canal Flats venne ufficialmente incorporato come villaggio.